# Margaret Titcomb
Margaret Titcomb (geboren am 24. Februar 1891 in Denver, Colorado; gestorben am 28. August 1982 in Honolulu, Hawaii) war eine US-amerikanische Bibliothekarin, Historikerin und Ethnologin.

## Jugend und Ausbildung
Margaret Titcomb wurde am 24. Februar 1891 in Denver, Colorado geboren und von George W. Titcomb und seiner Ehefrau adoptiert. Sie wuchs in Brooklyn, New York City auf und besuchte das Packer Collegiate Institute. Anschließend besuchte sie ein College der Columbia University und die University of Hawaii, wo sie Naturwissenschaften, Ethnologin und Spanisch studierte.

## Beruf
1924 wurde Margaret Titcomb Bibliothekarin am American Museum of Natural History in New York. 1931 ging sie als Leiterin der Bibliothek an das Bernice Pauahi Bishop Museum auf Hawaii. Unter Titcombs Leitung entwickelte sich die Bibliothek zu einer der bedeutendsten wissenschaftlichen Bibliotheken zur polynesischen Naturgeschichte, Ethnologie und Geschichte. Von 1964 bis 1969 erschien ein von Titcomb erarbeiteter bibliografischer Katalog des Bestands in neun Bänden und zwei Ergänzungsbänden. Ihre eingehende Kenntnis der Literatur über Hawaii ermöglichte ihr das Verfassen mehrerer Monografien, die bis heute in ihren Bereichen maßgebliche Literatur sind.

## Veröffentlichungen (Auswahl)
- Bernice Pauahi Bishop Museum (Hrsg.), Margaret Titcomb (Bearbeitung): Dictionary catalog of the Library. Bernice P. Bishop Museum, Honolulu, Hawaii . 9 Bände und 2 Ergänzungsbände. G. K. Hall, Boston 1964–1969, OCLC 221558205.
- Margaret Titcomb (Illustrationen von Joseph Feher): The Voyage of the Flying Bird. Dodd, Mead, New York 1963 (Kinderbuch, fiktive Darstellung der Besiedelung Hawaiis durch Polynesische Seefahrer).
- Margaret Titcomb (mit Mary Kawena Pukui): Dog and man in the ancient Pacific with special attention to Hawaii. Bishop Museum Special Publications 59. Bishop Museum Press, Honolulu 1969.
- Margaret Titcomb (mit Mary Kawena Pukui): The Native Use of Fish in Hawaii, second edition. University Press of Hawaii, 1972, OCLC 171921572.
- Margaret Titcomb: The Ancient Hawaiians. How They Clothed Themselves. Hogarth Press, Honolulu 1974.
- Margaret Titcomb et al.: Native Use of Marine invertebrates in Old Hawaii. Pacific Science Band 32, Nr. 4, 1978, Online PDF, 29,1 MB.
- Harold St. John und Margaret Titcomb: The vegetation of the Sandwich Islands as seen by Charles Gaudichaud in 1819. A translation with notes, of Gaudichaud's „Iles Sandwich“. Bishop Museum Occasional Papers Band 25, Nr. 9. Bishop Museum Press, Honolulu 1983.